# Juan García Marqués
Juan García Marqués (València, 2 de setembre de 1933 - 3 de juny de 2019) va ser un artista faller, retolista i músic valencià. La nissaga de creadors de Falles iniciada amb ell ha estat continuada pel seu fill Juanjo García.
La seua carrera professional s'inicia als 14 anys com aprenent a l'obrador del retolista Bartolomé Grau. Durant esta època a més de retolar Falles també presta els seus serveis en fires de mostres, anuncis publicitaris i aparadors per a diferents establiments. Anys més tard decideix abandonar el seu ofici i dedicar-se professionalment a la música formant diferents grups i exercint en ells com a cantant, guitarra i contrabaix.
A finals dels anys 1960 deixa la música i torna als tallers fallers com a retolista per artistes com Salvador Debón o Pepe Martínez Mollà entre d'altres. En 1969 s'examina per obtindre el carnet d'agremiat creant les Falles de Salvador - Trinitaris i Marqués de Caro - Dr. Chiarri. Junt a ell entraran a formar part de la institució gremial artistes de reconegut prestigi com Vicente Agulleiro. En 1989 rep el Ninot d'Or, màxima distinció del Gremi d'Artistes Fallers de València.
Durant la seua trajectòria realitza vora un centenar de Falles. Destaca en la seua producció el barri de Russafa al qual plantarà una nombrosa quantitat de cadafals per a comissions com Mercat de Russafa, Cuba - Puerto Rico, Càdis - Literat Azorin i Tomasos - Carlos Cervera. Arribarà a plantar en la secció de bronze en demarcacions com Peu de la Creu o Exposició - Misser Mascó.
A més de treballar com a pintor per a nombrosos tallers, també va participar amb els seus pinzells en la creació del parc del Gulliver de València ideat per l'arquitecte Rafa Rivera, l'artista faller Manolo Martín i el dibuixant Sento Llobell. A més també forma part de l'equip encarregat de la Falla plantada en l'any 1982 per part de Manolo Martin amb motiu de les Olimpiades de Barcelona.